# Лангтон, Стефан
Кардинал Стефан Лангтон (англ. Stephen Langton; ок. 1150 — 1228) — английский богослов и политический деятель; получил образование в Париже у Жана Белета (ученика Гильберта Порретанского), Петра Кантора и Петра Едока. Преподавал там же (среди его студентов был одно время Роберт Гроссетест).
В 1206 году, благодаря папе Иннокентию III, его соученику и другу, стал кардиналом. В следующем году по настоянию Иннокентия III был избран архиепископом Кентерберийским, вопреки желанию короля Иоанна Безземельного. Завязалась борьба между папой и королём, окончившаяся торжеством Лангтона (1213). Теперь он явился предводителем баронов и защитником прав королевства против деспотизма Иоанна Безземельного. Кардинал уговорил короля не воевать с восставшими баронами, а судиться с ними. Давно забытая хартия Генриха I (1100) была торжественно прочитана Лангтоном в собрании баронов, потребовавших от короля её утверждения. Иоанн Безземельный просил об отсрочке, но поражение при Бувине (1214) заставило его принять «Великую хартию вольностей». Вслед за этим, однако, король отказался соблюдать её и обратился за помощью к папе. Иннокентий III осудил хартию, отлучил баронов от церкви, а Лангтона лишил звания примаса.
После смерти короля Иоанна Безземельного и папы Иннокентия III Лангтон возвратился к обязанностям архиепископа, настоял на удалении из Англии папского легата Пандульфа и постоянно заботился о соблюдении «Великой хартии вольностей».
Автор многих богословских трудов, между которыми особенно ценятся «Комментарии» к Священному Писанию. Ему приписывают разделение книг Библии на главы.
Умер в 1228 году.